# Mons André
Der Mons André ist ein Berg auf dem Erdmond. Er trägt seinen mit dem französischen Männernamen identischen Namen André seit 1976 und weist einen Durchmesser von rund 10 km auf.